# 西迪阿卡沙
西迪阿卡沙（阿拉伯语：‎）是阿爾及利亞謝里夫省的城鎮。 根据1998年的人口普查，人口數量為23,374。